# Saiful Rijal
El sultán Saiful Rijal fue el séptimo sultán de Brunéi. 
Durante su reinado estalló la Guerra de Castilla en 1578. 
Murió en 1581 y fue sucedido por su hijo, el sultán Shah Berunai.
| Predecesor: Abdul Kahar | Sultán de Brunéi 1530–1581 | Sucesor: Shah Berunai |